# Justin Carter
Justin Carter (Gaithersburg, Maryland, 21 de abril de 1987) es un jugador de baloncesto estadounidense. Con 1.93 de estatura, su puesto natural en la cancha es el de alero. 

## Trayectoria
Formado a caballo entre Compton College (2006–2007), Fullerton CC (2007–2008), Creighton Bluejays (2008-2010), da el salto a Europa para en jugar en Turquía en diversos equipos de segundo nivel. 
En enero de 2015, Carter abandona el Uşak Sportif con un promedio de 14.3 puntos en la TBL y 13.4 puntos en el EuroChallenge, para firmar con el Galatasaray.
En verano de 2015 firma con Pınar Karşıyaka para jugar la Euroliga.
En agosto de 2022, tras dos temporadas en Croacia, Carter se unió al CSM Oradea de la Liga Națională de Rumania.